# Каскавел
Каскавел (на португалски: Cascavel) е град в Бразилия. Намира се в щата Парана. Населението на града е около 336 000 души (2021). Намира се на 491 km от столицата на щата Куритиба. Надморската височина е около 781 m, а площта – 2 091,401 km². Плътността на населението е 147,3 д./km².²
Названието на града се превежда от португалски като „гърмяща змия“; то пък произлиза от разновидност на класическото латинско „caccabus“, което означава „бурна, кипяща вода“.
Каскавел е сравнително нов и с благоприятен релеф, а развитието му е планирано, което му осигурило широки улици и добре разпределени квартали. Каскавел се счита за стратегически център на Меркосул.

## Климат
Климатът на местността е субтропичен. В съответствие с класификацията на Кьопен, климатът се отнася към категория Cfa.